# Cynanchum albiflorum
Cynanchum albiflorum är en oleanderväxtart som först beskrevs av Ignatz Urban, och fick sitt nu gällande namn av R. F. Woodson. Cynanchum albiflorum ingår i släktet Cynanchum och familjen oleanderväxter. Inga underarter finns listade i Catalogue of Life.